# František Stadler
František nebo též Franz Stadler (22. března 1760, Levín u Litoměřic – 22. května 1825, Praha nebo Vídeň) byl česko-rakouský hudebník.

## Život
František Stadler se narodil v malé obci Levín u Úštěku. Byl velice nadaný hudebník a první vzdělání získal v rodném kraji. Ovládal hru na několik nástrojů, zvláště mistrně pak hrál na housle, příčnou flétnu a hoboj.
Později se dostal k orchestru c.k. 1. dělostřeleckého pluku, kde si získal uznání jako virtuos. Po několika letech služby odešel jako vážený hudebník do Prahy, kde mj. vlastnil dům. V roce 1795 je zmíněn jako hobojista v orchestru opery Národního divadla a v Praze je uváděn ještě v roce 1799. V roce 1804 však odešel do Vídně, kde přijal zřejmě místo 1. hobojisty v divadle Na Vídeňce, podle jiných u c.k. Dvorního divadla. Jak dlouho zde působil není jasné, uvádí se rok 1817.
František Stadler zemřel pravděpodobně 22. května 1825 v Praze nebo ve Vídni.

## Tvorba
Z jeho skladeb uvádí vídeňský Verlags-Katalog Sigismunda Antona Steinera následující:
- „Zwei Märsche für Harmonie“
- „Sonate fürs Clavier“
- „4 Ecossaises pour le Clavecin“
- „Sechs Menuettes“